# Alexandre da Etiópia
Alexandre (em ge'ez: እስክንድር; romaniz.: iskindir; 15 de julho de 1471 — 7 de maio de 1494) entronizado como imperador (nəgusä nägäst) Constantino II (Kwestantinos II) da Etiópia (1478 - 1494), membro da dinastia salomónica. Filho do imperador Baida-Mariam I e da sua esposa Romna,  foi este imperador que recebeu na sua corte Pêro da Covilhã, o primeiro português a estabelecer contacto com o império etíope na busca pelo Preste João. 

## Biografia
A morte de seu pai, o imperador Baida-Mariam I, força Alexandre a subir ao trono com apenas sete anos de idade. Devido à sua juventude, o poder foi entregue a um conselho de regência composto pela sua mãe, a rainha Romna, pelo abade Tasfa Jorge (abade de um mosteiro localizado nas margens do Lago Haique) e pelo bitwoded Ámeda Micael. Contudo, pouco depois a rainha Romna abandonou o conselho, sendo obrigada a recolher-se a um convento nas imediações de Debre Libanos, onde viveria até falecer. Como o abade Tasfa Jorge não era capaz de fazer frente ao experiente Ámeda Micael, este dirigiu o reino com mãos livres.  
O governo de Ámeda Micael terminou por volta de 1486, quando um golpe palaciano liderado pela rainha-mãe Eleni, uma das viúvas do pai do jovem imperador, levou à deposição da junta e à execução de Ámeda Micael. A partir daí coube à rainha Eleni a liderança do governo e a orientação dos assuntos do jovem imperador.

## Reinado
Pouco depois de assumir a governação, Alexandre realizou uma ação de retaliação contra as razias realizadas pelo vizinho Sultanato de Adal e em 1478, naquele que seria o principal feito do seu reinado, saqueou Dacar, a capital do Sultanato de Adal. Apesar desse feito, quando conduzia as suas forças de volta à Etiópia, uma força mais poderosa, comandada pelo emir Maomé ibne Azaradim, atacou o exército etíope, matando muitos dos seu homens e aprisionando muitos mais. Diz a lenda que Alexandre apenas escapou a captura com a assistência de anjos, razão pela qual mandou construir uma igreja a que deu o nome de Debere Meshwa'e, ou "Lugar de Sacrifício".
Não é claro o contexto desta campanha: enquanto Zasilus, governador de província de Amara, tinha sido enviado para mobilizar as forças disponíveis no sul do império, Alexandre assumiu igual operação em Angote e Tigré, decidindo então responder aos ataques de Mafuz de Zeilá. Historiadores recentes defendem que o saque de Dacar conduzido por Alexandre teria levado o emir Muhammad a procurar negociar uma paz com a Etiópia, no que foi ultrapassado por Mafuz, que discordava da sua necessidade.
Não são conhecidos com exactidão as causas da morte do imperador Alexandre, que ocorreu quando ele contava apenas 22 anos de idade. Algumas fontes afirma que ele foi morto em campanha contra o povo Maya, um grupo étnico entretanto desaparecido, conhecido por usar setas envenenadas, que habitava a região leste da Província de Enderta. outras fontes, entre as quais o explorador Richard Burton, afirmam que Alexandre foi assassinado em Tegulete, segundo alguns às ordens do governador Zasilus de Amara, segundo outros às ordens de Mafuz. Foi enterrado na igreja de Atronsa Mariam, um templo cuja construção fora iniciada por seu pai.

## Guerra Civil
A morte prematura do imperador conduziu de imediato a uma guerra civil: enquanto a corte resolveu manter o falecimento em segredo, o governador Zasilus de Amara marchou de imediato com as suas tropas até à prisão real de Amba Geshen, libertou Naode, meio-irmão de Alexandre que ali se encontrava encerrado às suas ordens, e promoveu a sua aclamação como novo imperador. Outro nobre, de nome Tacla Cristo, que tinha permanecido na corte imperial, defendeu que a sucessão no trono coubesse ao filho de Alexandre, uma criança de nome Ámeda-Sion. Apesar das forças leais a Tacla Cristo terem derrotado os apoiantes de Zasilus, a guerra civil continuou em diversos pontos do império. A vitória dos apoiantes de Ámeda-Sion, que reinou como Ámeda-Sion II, foi de pouca duração, pois Naode seria imperador apenas seis meses depois, já que a luta culminou com a morte do imperador-criança, na altura com cerca de sete anos de idade.

## Presença Européia
Durante o reinado de Alexandre era já sensível a presença europeia na Etiópia: um manuscrito da autoria de Francesco Suriano, datado por Teodosio Somigli como tendo sido escrito em 1482, descreve ter encontrado dez italianos, de boa reputação, vivendo na corte de Alexandre, alguns deles há mais de 25 anos. Suriano acrescenta que deste 1480, mais sete italianos tinha partido para a corte etíope. Tinham partido para a Etiópia à busca de riquezas, mas o imperador não permitia o seu regresso, pelo que, apesar de descontentes, ali tinha ficado, tendo o imperador concedido recompensas de acordo com os seus merecimentos.
Foi durante o reinado de Alexandre que Pêro da Covilhã chegou à Etiópia, sendo o primeiro explorador português que se conhece ter visitado aquela região. Apesar de se apresentar como enviado do rei D. João II de Portugal, tal como acontecera com os outros europeus, ficou impedido de regressar e foi obrigado a fixar-se no país, onde casou e deixou descendência. Assumiu as funções de conselheiro da corte, aconselhando a rainha Eleni a procurar a ajuda portuguesa quando o império foi ameaçada pelos seus vizinhos muçulmanos.